# طويلة باعمر (الضليعة)
'

تعديل مصدري - تعديل

طويلة باعمر هي إحدى قرى عزلة الضليعة بمديرية الضليعة التابعة لمحافظة حضرموت، بلغ تعداد سكانها 20 نسمة حسب تعداد اليمن لعام 2004.